# Ано-Долиана
А́но-Долиана́ (греч. Άνω Δολιανά — «Верхняя Долиана») — горная деревня в Греции. Административно относится к общине Вория-Кинурия (Северная Кинурия) в периферийной единице Аркадия в периферии Пелопоннес. Население 90 человек по переписи 2011 года. Это охраняемое традиционное поселение.
В настоящее время люди преимущественно проводят в деревне лето, а зиму в деревне Като-Долиана из-за более мягкого климата. В последние годы деревня стала относительно популярным туристическим направлением со значительным количеством посетителей, особенно в выходные дни зимнего сезона.

## Греческая революция

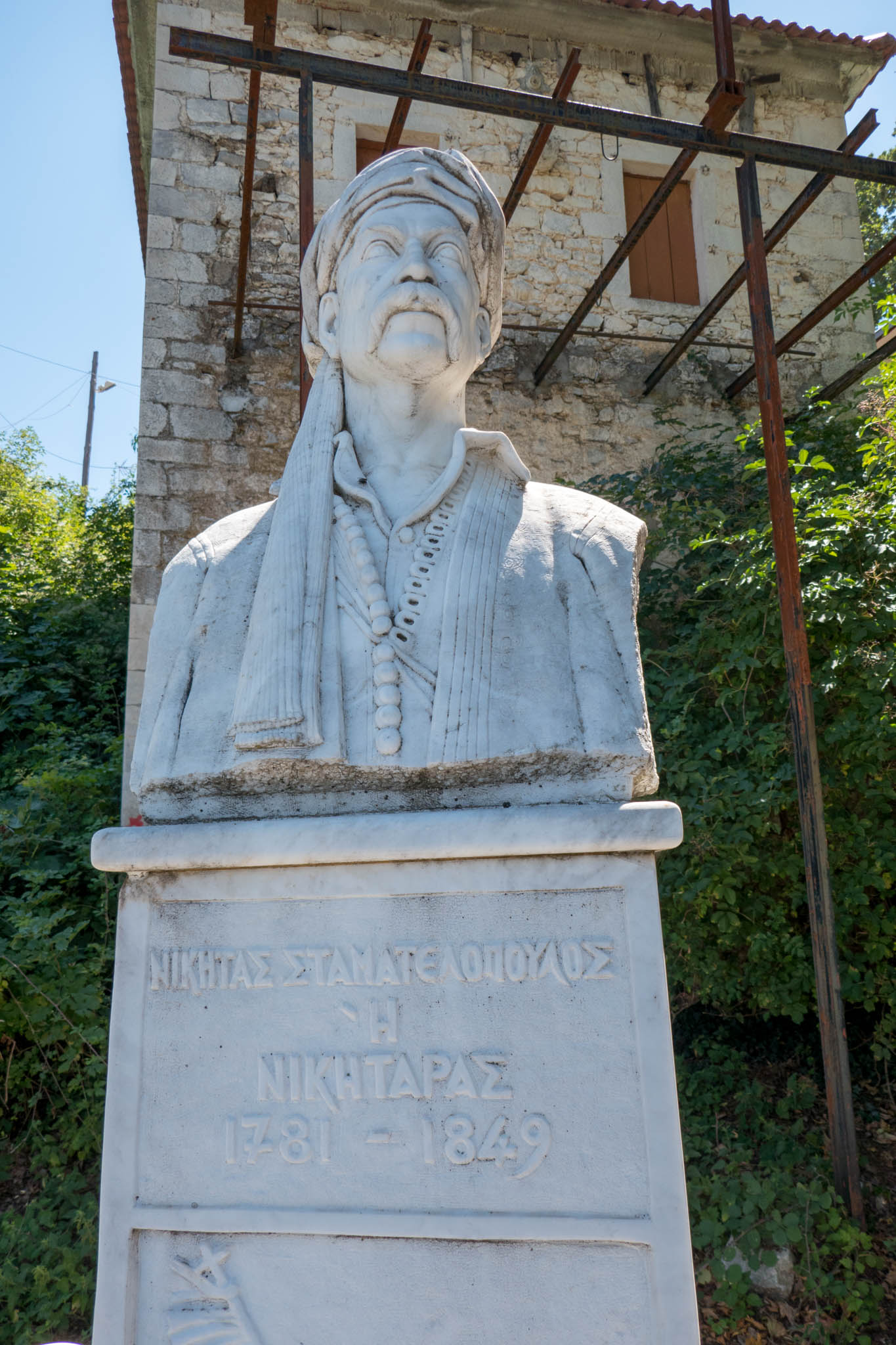
Бюст Никитараса у «Ручья Цаконас», где проходила битва при Долиане

Во время греческой войны за независимость 18 мая 1821 года в деревне произошла битва с турками, известная как битва при Долиане, завершившаяся победой греков.
В этой битве Никитарасу с 300 мужчинами удалось отразить атаку 2000 турок, которые атаковали деревню артиллерией. Именно в этот день он принял прозвище «Туркофагос», которое позже сопровождало его, потому что многие из противников умерли от его рук. У входа в Долиану и, в частности, в месте, где развернулось основное сражение под названием «Ручей Цаконас», был воздвигнут почетный бюст Никитарасу.

## Спорт

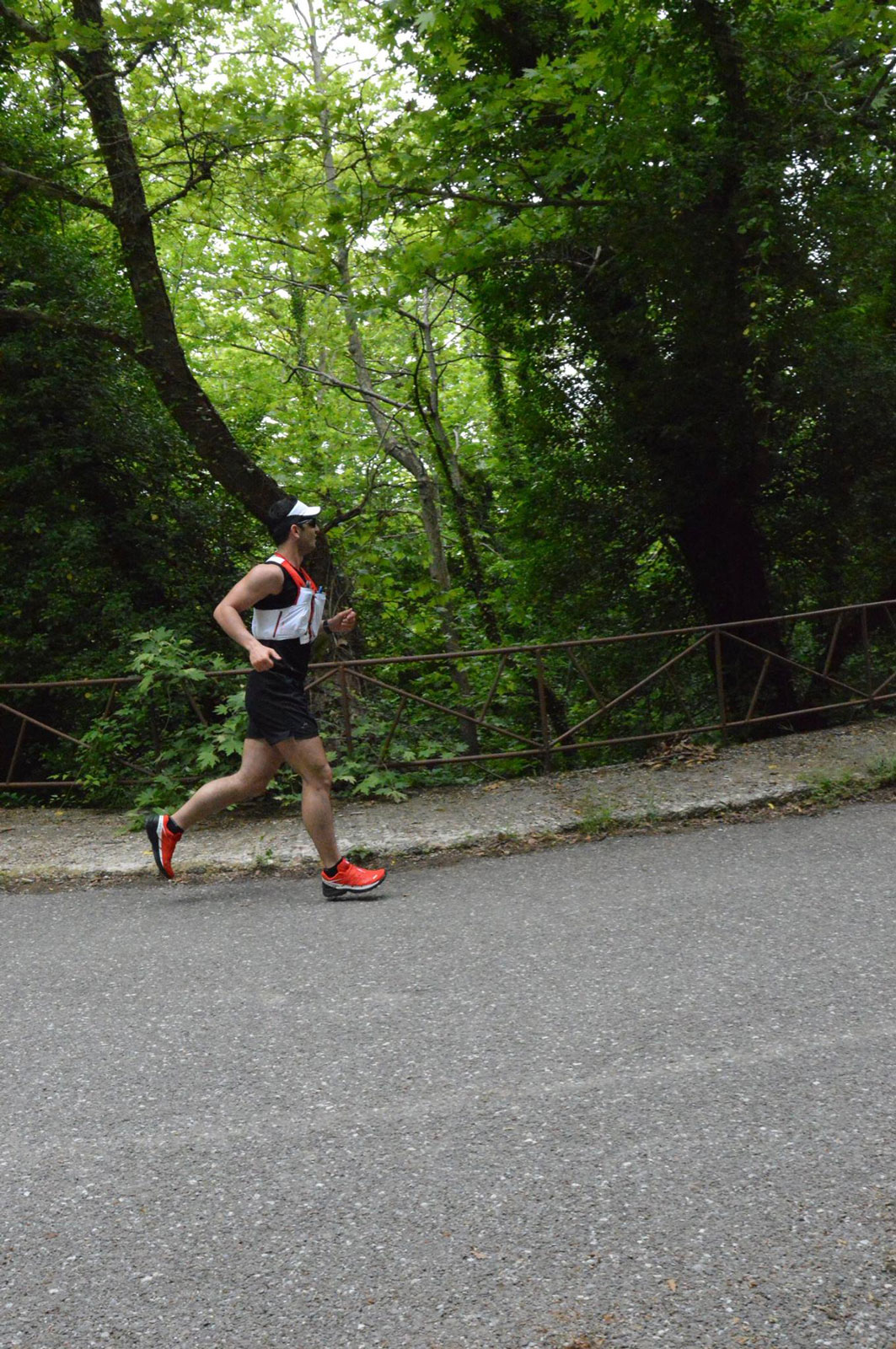
Снимок с горного полумарафона Долианы

С 2015 года здесь проходит ежегодный горный полумарафон (Ορεινός Ημιμαραθώνιος Δολιανών), обычно с конца мая до середины июня, наряду с 5-километровым забегом для менее опытных бегунов и километровым забегом для детей. Это событие, которое было обновлено с 2017 года, проходит под эгидой Федерации лёгкой атлетики Греции (SEGAS), руководящего органа Греции по любительским видам спорта.
В деревне есть футбольное поле с травой, которое используется местными футбольными клубами для летней предсезонной подготовки, а также открытая баскетбольная площадка.

## Пешие дороги

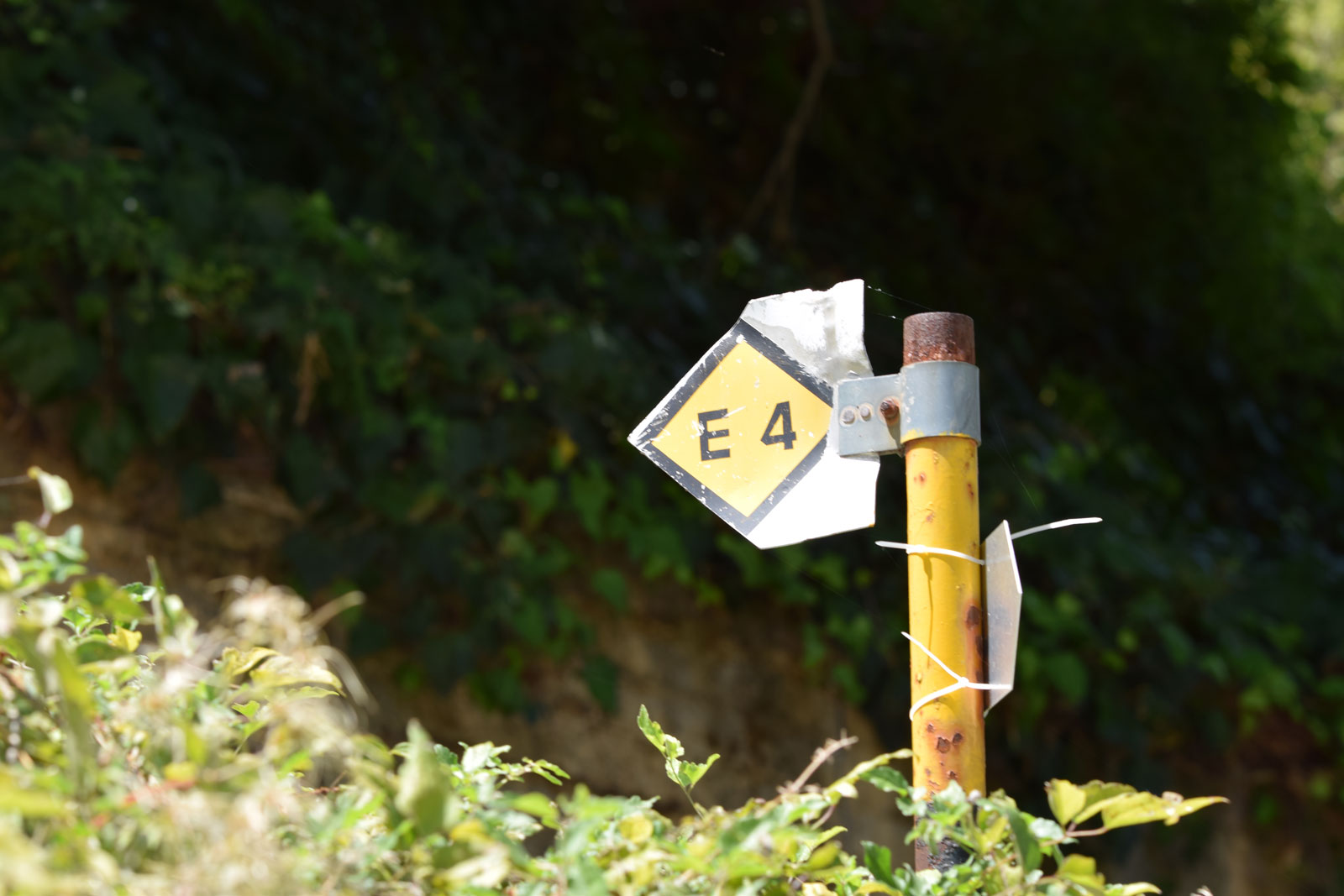
Знак европейской международной тропы E4 в деревне Ано-Долиана

Европейская международная тропа E4 пересекает деревню Ано-Долиана, что делает её подходящим местом для пеших прогулок.
Находясь на самом северном краю горного хребта Парнон, Долиана также служит отправной точкой для Парнонской тропы, походной тропы длиной 200 километров, которая основана на старых тропах региона и в настоящее время находится в процессе возрождения со стороны местных групп добровольцев. Он пересекает весь хребет Парнон по всей обширной территории Кинурии, объединяя горы и море вдоль своего пути.

## Сообщество
Община Долиана (Δήμος Δολιανών) создано в 1835 году (ΦΕΚ 16Α). В 1912 году (ΦΕΚ 252Α) община упразднена и создано сообщество Долиана (Κοινότητα Δολιανών). В сообщество входит семь населённых пунктов. Население 846 человек по переписи 2011 года. Площадь 60,091 квадратных километров.
| Населённый пункт | Население (2011), человек |
| ---------------- | ------------------------- |
| Ано-Долиана      | 90                        |
| Драгуми          | 8                         |
| Каминарион       | 0                         |
| Като-Долиана     | 595                       |
| Кувлис           | 57                        |
| Просилия         | 88                        |
| Рунейка          | 8                         |

## Население
| Год  | Население, человек |
| ---- | ------------------ |
| 1991 | 76                 |
| 2001 | 82                 |
| 2011 | ↗ 90               |